# جيران آخر زمن (فلم)
جيران آخر زمن هو فيلم مصري إنتاج عام 1989 بطولة لبلبة ، نجاح الموجي ، بدر الدين حمجوم ، ميمي جمال ومن إخراج شريف حمودة .

## قصة الفيلم
يتعرف (هشام) على جاره الجديد مطرب الملاهي (المنشاوي) وعشيقته (نورا). يعجب (زكي) صديق المنشاوي بـ (إلهام) قريبة هشام؛ والتي ترفض الزواج منه، فيعده المنشاوي بإقناعها بقبول الزواج مقابل أن يسجل له شريطًا لأغانيه؛ حيث إنه صاحب شركة فيديو، يوهم المنشاوي هشام أنه، وهو في حالة سكر، قام بالاعتداء على نورا، ويرغمه على الزواج منها بعقد، في حقيقته وهمي، يختلف زكي مع المنشاوي، فيكشف لـهشام حقيقة العقد، وتقع العديد من المفارقات.

## طاقم التمثيل
| - لبلبة: الهام - بدر الدين جمجوم: شديد - نجاح الموجي : منشاوي - محمود القلعاوي: عبده - ميمي جمال: ميرفت - عماد محرم: زكي | - نعيمة الصغير: ام ايمن - فؤاد خليل: الطبيب النفسي - وائل نور: هشام - شريف خير الله: ايمن - سيف الله مختار: جمعة - حسن حسين: ابو ايمن | - إيمان حمدي: اوسة - شروق: الخادمة - سعيد رضوان: دسوقي - عبدالمنعم النمر - عماد المصري | - منى خالد - سميحة إبراهيم - نادية شمس الدين - نصر سيف: بلطجي - حسين عرعر. |

## طقم عمل
- المخرج : شريف حمودة
- سيناريو وحوار: ماهر إبراهيم وشريف حمودة
- مدير التصوير : علي خير الله
- منتج: سيد علي